# Dendronephthya spinulosa
Dendronephthya spinulosa is een zachte koraalsoort uit de familie Nephtheidae. De koraalsoort komt uit het geslacht Dendronephthya. Dendronephthya spinulosa werd in 1862 voor het eerst wetenschappelijk beschreven door Gray. 